# توم أوهارا
توم أوهارا (بالإنجليزية: Tom O'Hara)‏ هو لاعب كرة قاعدة أمريكي، ولد في 13 يوليو 1880 في ويفرلي في الولايات المتحدة، وتوفي في 8 يونيو 1954 في دنفر في الولايات المتحدة.

## وصلات خارجية
- توم أوهارا على موقعبيزبول رفرنس.كوم (الدوري الرئيسي) (الإنجليزية)
- توم أوهارا على موقعبيزبول رفرنس.كوم (الدوري الثانوي) (الإنجليزية)